# Lijst van Jupiler League-transfers winter 2015/16
Dit is een lijst van transfers uit de Nederlandse Jupiler League in de winter in het seizoen 2015/16. Hierin staan alleen transfers die clubs uit de Jupiler League hebben voltooid.
De transferperiode duurt van 1 januari 2015 tot en met 31 januari. Deals mogen op elk moment van het jaar gesloten worden, maar de transfers zelf mogen pas in de transferperiodes plaatsvinden. Transfervrije spelers (spelers zonder club) mogen op elk moment van het jaar gestrikt worden.
| Speler                 | Nationaliteit | Oude club          | Nieuwe club          | Extra              |
| ---------------------- | ------------- | ------------------ | -------------------- | ------------------ |
| Bruno Appels           | België        | Verbroedering Geel | FC Den Bosch         | Transfervrij       |
| Jordi Baur             | Nederland     | MVV Maastricht     | Eendracht Termien    | Transfervrij       |
| Paul Beekmans          | Nederland     | FC Den Bosch       | Gestopt              |                    |
| Bart Biemans           | België        | Roda JC            | FC Den Bosch         | Verhuurd           |
| Glenn Bijl             | Nederland     | FC Groningen       | FC Dordrecht         | Verhuurd           |
| Aleksandar Bjelica     | Nederland     | Helmond Sport      | KV Mechelen          | Circa € 100.000, - |
| Nick de Bondt          | Nederland     | Go Ahead Eagles    | FC Dordrecht         | Verhuurd           |
| Jordy ter Borgh        | Nederland     | Fortuna Sittard    | sc Heerenveen        | Transfervrij       |
| Daoud Bousbiba         | Nederland     | Jong Ajax          | TEC VV               | Transfervrij       |
| Benjamin van den Broek | Nederland     | Barrow AFC         | Telstar              | Transfervrij       |
| Alban Bunjaku          | Kosovo        | Derby County       | FC Dordrecht         | Transfervrij       |
| Kees van Buuren        | Nederland     | Sparta Rotterdam   | Almere City FC       | Transfervrij       |
| Alessio Carlone        | België        | KRC Genk           | FC Den Bosch         | Verhuurd           |
| Alessandro Ciranni     | België        | KRC Genk           | MVV Maastricht       | Verhuurd           |
| Seku Conneh            | Liberia       | FC Oss             | Bethlehem Steel      | Transfervrij       |
| Kevin van Diermen      | Nederland     | Excelsior          | NAC Breda            | Verhuurd           |
| Lerin Duarte           | Nederland     | Jong Ajax          | NAC Breda            | Verhuurd           |
| Zakaria El Azzouzi     | Nederland     | Jong Ajax          | FC Twente            | Verhuurd           |
| Alvin Fortes           | Nederland     | FC Oss             | Boluspor             | Transfervrij       |
| Kai Heerings           | Nederland     | SC Cambuur         | Helmond Sport        | Verhuurd           |
| Jonas Heymans          | België        | Antwerp FC         | FC Den Bosch         | Transfervrij       |
| Elson Hooi             | Nederland     | NAC Breda          | FC Volendam          | Verhuurd           |
| Tim Janssen            | Nederland     | Fortuna Sittard    | Oklahoma City Energy | Transfervrij       |
| Ron Janzen             | Nederland     | SC Cambuur         | RKC Waalwijk         | Transfervrij       |
| Frenkie de Jong        | Nederland     | Willem II          | Jong Ajax            | Was verhuurd       |
| Killien Jungen         | Nederland     | Geen club          | FC Oss               | Transfervrij       |
| Joeri de Kamps         | Nederland     | NAC Breda          | Slovan Bratislava    | Transfervrij       |
| Óttar Magnús Karlsson  | IJsland       | Jong Ajax          | Sparta Rotterdam     | Verhuurd           |
| Gervane Kastaneer      | Nederland     | ADO Den Haag       | FC Eindhoven         | Verhuurd           |
| Aziz Khalouta          | Marokko       | Pandurii Târgu Jiu | FC Den Bosch         | Transfervrij       |
| Robert Klaasen         | Nederland     | KV Kortrijk        | Sparta Rotterdam     | Transfervrij       |
| Nayib Lagouireh        | België        | Roda JC            | Fortuna Sittard      | Verhuurd           |
| Pieter Langedijk       | Nederland     | Sparta Rotterdam   | RKC Waalwijk         | Transfervrij       |
| Boban Lazić            | Nederland     | PEC Zwolle         | VVV-Venlo            | Verhuurd           |
| Peter Leeuwenburgh     | Nederland     | FC Dordrecht       | Jong Ajax            | Was verhuurd       |
| Florian Loshaj         | België        | KRC Genk           | MVV Maastricht       | Transfervrij       |
| Darren Maatsen         | Nederland     | AO Agia Napa       | Go Ahead Eagles      | Transfervrij       |
| Christopher Mandiangu  | Duitsland     | FC Eindhoven       | Hamilton Academical  | Transfervrij       |
| Derwin Martina         | Nederland     | RKC Waalwijk       | Onbekend             |                    |
| Justin Mathieu         | Nederland     | Go Ahead Eagles    | Willem II            | Was verhuurd       |
| Dejan Meleg            | Servië        | Jong Ajax          | FK Vojvodina         | Transfervrij       |
| Soufian Moro           | Nederland     | Fortuna Sittard    | Onbekend             |                    |
| Imad Najah             | Marokko       | Geen club          | RKC Waalwijk         | Transfervrij       |
| Henry Odutayo          | België        | KRC Genk           | MVV Maastricht       | Transfervrij       |
| Tom Overtoom           | Nederland     | Excelsior          | FC Emmen             | Verhuurd           |
| Okan Özçelik           | Nederland     | RKC Waalwijk       | Niğde Belediyespor   | Transfervrij       |
| Mitchel Paulissen      | Nederland     | Roda JC            | VVV-Venlo            | Verhuurd           |
| Hielke Penterman       | Nederland     | Achilles '29       | SVZW Wierden         | Transfervrij       |
| Kadeem Pantophlet      | Nederland     | FC Den Bosch       | Gestopt              |                    |
| Jos Peltzer            | Nederland     | RKC Waalwijk       | Onbekend             |                    |
| Everon Pisas           | Nederland     | FC Dordrecht       | ACS Poli Timișoara   | Transfervrij       |
| Prince Rajcomar        | Nederland     | MVV Maastricht     | ACS Poli Timișoara   | Transfervrij       |
| Geert Arend Roorda     | Nederland     | FC Dordrecht       | Richmond SC          | Transfervrij       |
| Moussa Sanoh           | Nederland     | PSV                | RKC Waalwijk         | Transfervrij       |
| Adam Sarota            | Australië     | FC Utrecht         | Go Ahead Eagles      | Transfervrij       |
| Damiano Schet          | Nederland     | Telstar            | FC Oss               | Transfervrij       |
| Luiz Humberto Da Silva | Peru          | Sporting Cristal   | Jong PSV             | Transfervrij       |
| Jens van Son           | Nederland     | Roda JC            | Fortuna Sittard      | Verhuurd           |
| Stijn Spierings        | Nederland     | AZ                 | Sparta Rotterdam     | Verhuurd           |
| Ayrton Statie          | Nederland     | FC Den Bosch       | FC Eindhoven         |                    |
| Jordy Thomassen        | Nederland     | FC Den Bosch       | RKC Waalwijk         | Verhuurd           |
| Enes Ünal              | Turkije       | Manchester City    | NAC Breda            | Verhuurd           |
| Jordy Vleugels         | België        | Willem II          | FC Dordrecht         | Verhuurd           |
| Jarne Vrijsen          | België        | KRC Genk           | MVV Maastricht       | Verhuurd           |
| Guus van Weerdenburg   | Nederland     | AZ                 | FC Dordrecht         | Verhuurd           |
| Daryl Werker           | Nederland     | Roda JC            | MVV Maastricht       | Verhuurd           |